# Ampara (dystrykt)
Dystrykt Ampara (syng. අම්පාර දිස්ත්‍රික්කය, Ampāra distrikkaya; tamil. அம்பாறை மாவட்டம், Ampāṟai māvaṭṭam; ang. Ampara District) – jeden z 25 dystryktów Sri Lanki położony w południowej części Prowincji Wschodniej.
Stolicą jest miasto Ampara, zamieszkane przez 17 965 mieszkańców (2011). Administracyjnie dystrykt dzieli się na dwadzieścia wydzielonych sekretariatów, z których największy pod względem powierzchni jest Lahugala, a najbardziej zaludnionym Dehiattakandija.

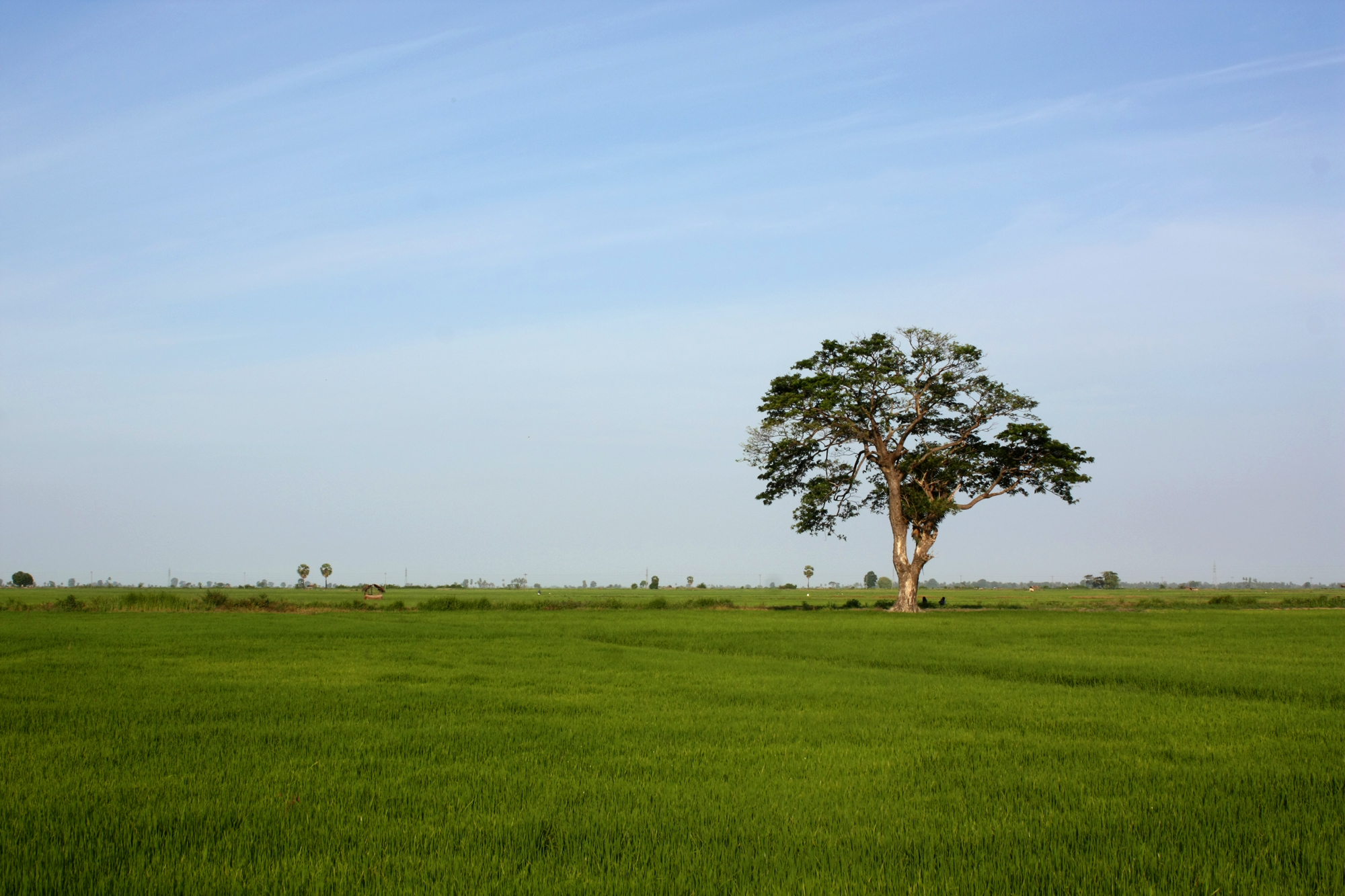
Ryżowiska w Ampara

## Ludność
W 2011 roku populacja dystryktu wynosiła 648 057 osób o zróżnicowanym składzie etnicznym: 43,59% Maurowie lankijscy, 38,73% Syngalezi, 17,4% stanowili Tamilowie lankijscy, a inne grupy np. Tamilowie indyjscy 0,28%
Największą grupą religijną są wyznawcy islamu, 43,63%; potem buddyzmu, 38,61% i hinduizmu, 15,81%. Chrześcijanie stanowią 1,95% populacji.

## Turystyka
Na terenie dystryktu znajduje się kilka godnych uwagi atrakcji turystycznych:
- Park Narodowy Kumana[3] do 2006 roku znany jako Park Narodowy Jala Dźatika. Ponad dwadzieścia zbiorników wodnych i lagun. Siedlisko ptactwa wodnego i gadów.

- Park Narodowy Gal Oja[4] utworzony w 1954 roku. Zamieszkany przez słonie, jelenie, lamparty, małpy, bawoły.

- Park Narodowy Lahugala Kitulana[5]. Utworzony w 1980 roku, najmniejszy park narodowy kraju. Ostoja ptactwa i siedlisko słoni. Żyje tutaj endemiczny dla wyspy makak manga. Spotkamy także wargacza, kota rdzawego czy mundżaka.

- klasztor Buddhangala[6]. Położony wśród dżungli na szczycie wzgórza klasztor buddyjski wraz z ruinami w 1974 roku został przekształcony w sanktuarium.

- ruiny świątyni Digawapi[7].